# Een leugen om bestwil

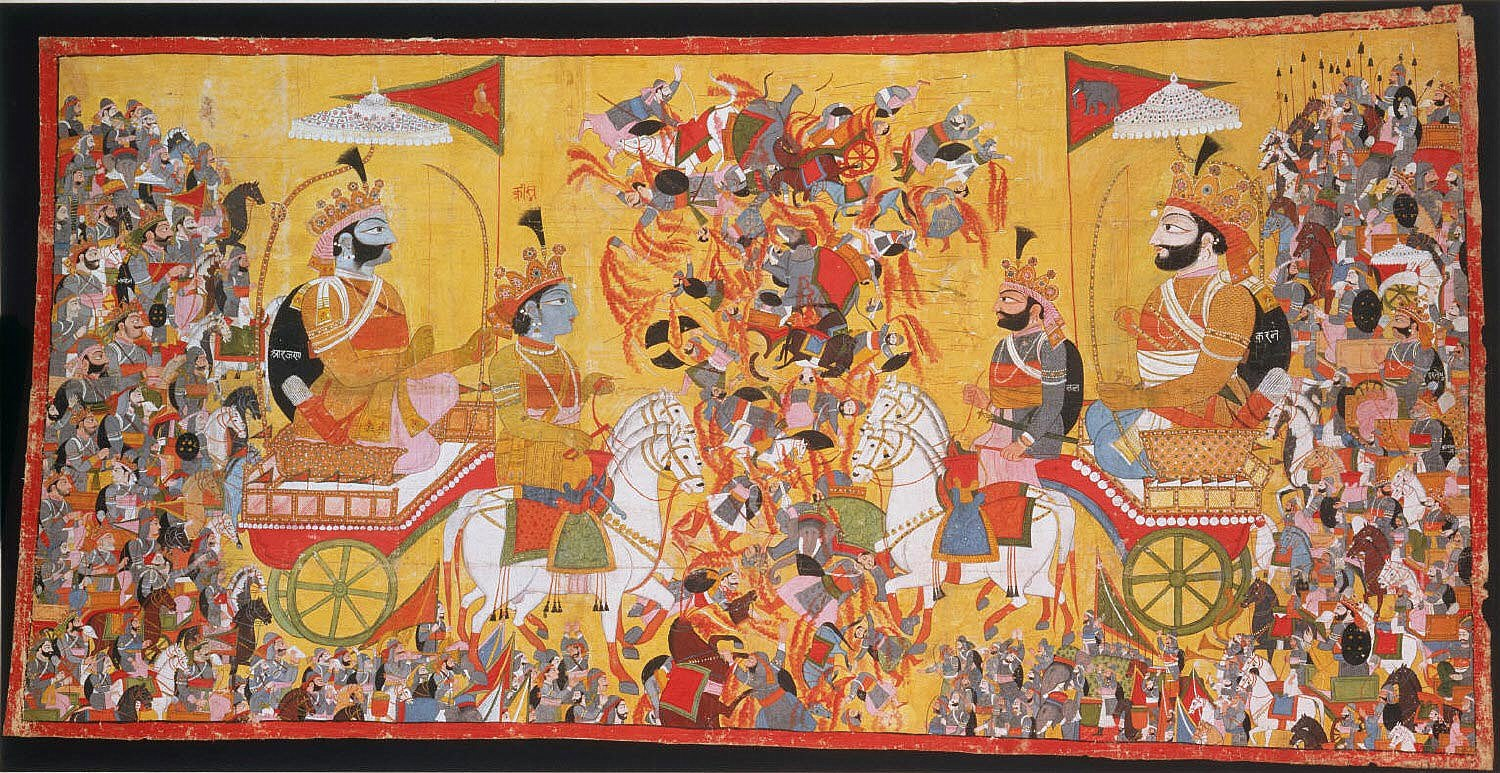
Het gevecht op de vlakte van Kurakshtra, ca. 1820

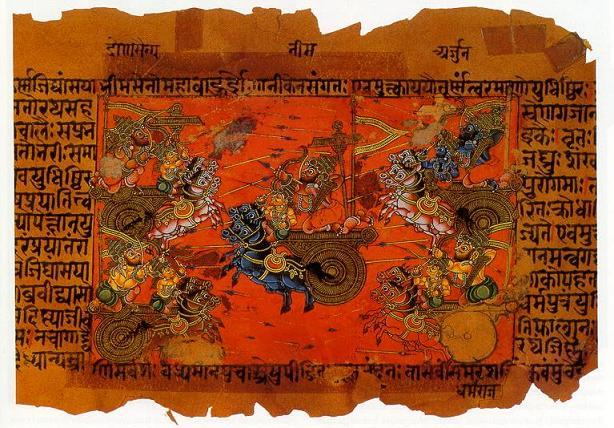
Het gevecht op de vlakte van Kurakshtra, 18e eeuw

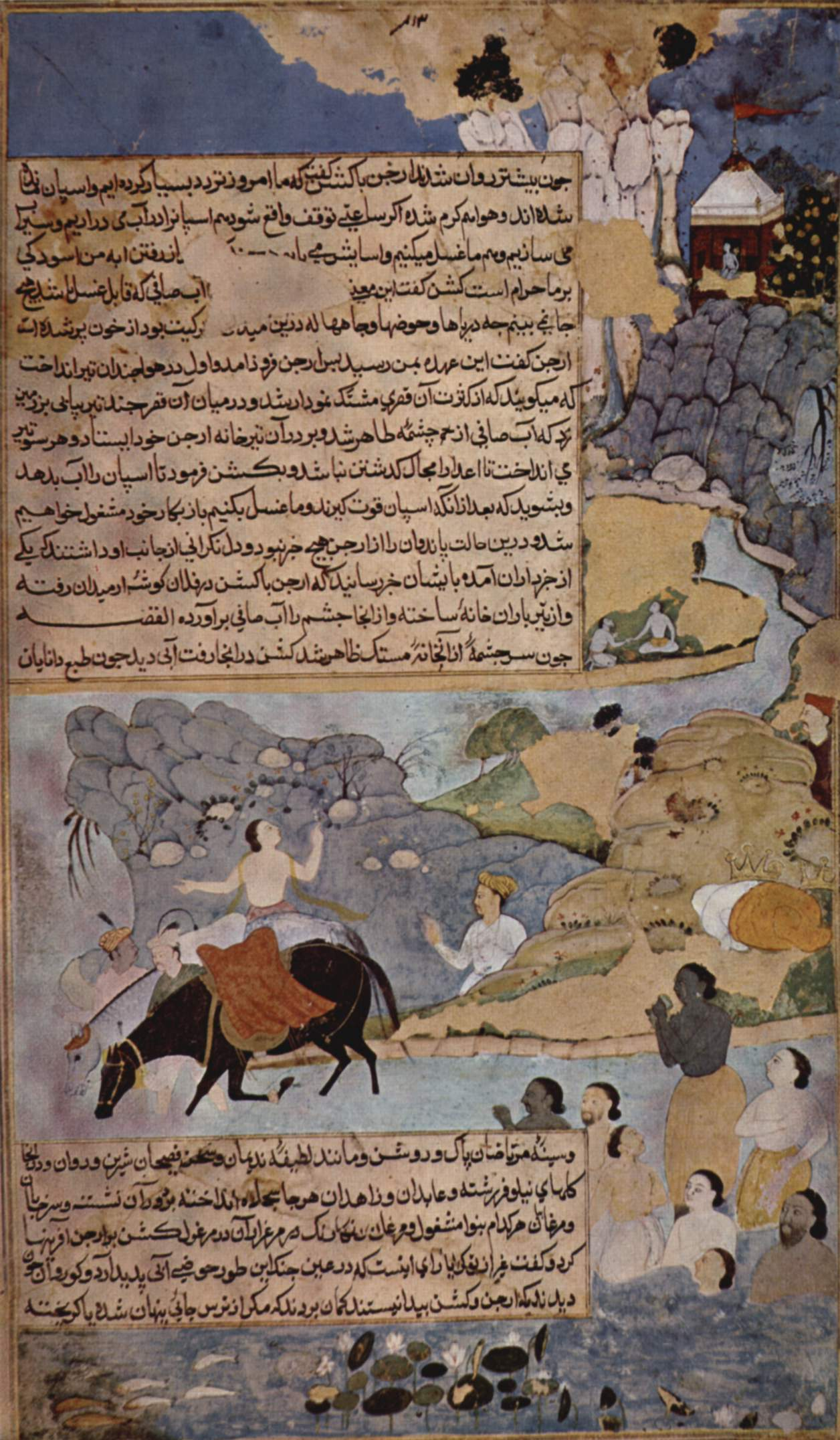
Krishna en de Pandavas laten hun paarden drinken, 1616

Een leugen om bestwil is een volksverhaal uit India.

## Het verhaal
In Hastinapura leefden twee stammen van het geslacht der Kuru's, de Pandavas en de Kauravas. De Pandavas zijn de vijf zonen van koning Pandu; Yudhishthira, Arjuna, Bhima, Nakula en Sahadeva. De Kauravas zijn de honderd zonen van de oudere broer van Pandu, Dhritarasshtra en de oudste zoon Duryodhana staat aan het hoofd. Dhritarashtra had koning moeten zijn, maar was blind en daarom werd Pandu tot koning gekroond toen de oude koning overleed. Pandu stierf toen zijn oudste zoon nog minderjarig was, en zo werd Dhritarasshtra toch nog vorst.
De Pandavas krijgen les in krijgskunst, boogschieten, worstelen en vechten met de knots. Drona onderwijst hen en Arjuna is de beste boogschutter. Bhima is het sterkst met worstelen en Duryodhana had zelf de beste boogschieter en worstelaar willen zijn. Hij wordt jaloers op zijn neven en bovendien wil iedereen dat Yudhishthira koning zal worden, omdat hij zoveel respect voor anderen heeft. Duryodhana eist zijn wettige erfdeel op en de koning stemt in, het halve rijk is nu van hem.

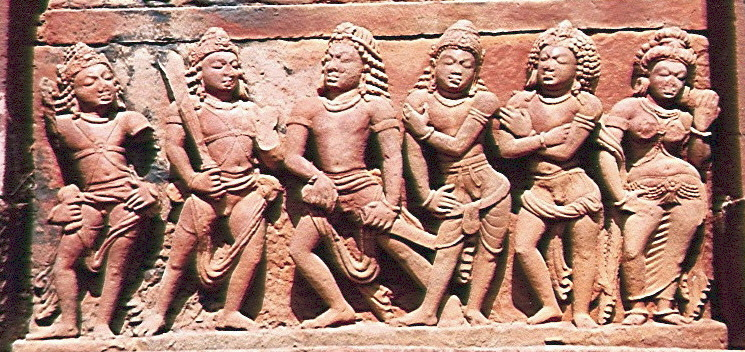
De vijf Pandavabroers en hun gezamenlijke vrouw Draupadi

De Pandavas zijn al getrouwd en delen Draupadi als vrouw, ze hebben gezworen alles te delen. Ze vertrekken naar hun helft van het rijk en bouwen een nieuwe stad. Yudhishthira wordt tot koning gekroond, maar Duryodhana weet dat hij een zwak heeft voor het dobbelspel. Sakuni is de oom van de Kauravas en meester in het dobbelspel en Duryodhana nodigt zijn neef uit voor een spel. Met zijn broers en vrouw gaat Yudhishthira naar Hastinapura en verliest zijn geld, juwelen, olifanten, paleis en hele koninkrijk. Hij kan alleen nog het leven van zichzelf, zijn broers en vrouw inzetten en iedereen komt in handen van de Kauravas. Koning Dhritarashtra geeft echter het bevel de Pandavas vrij te laten en geeft alles terug wat in het dobbelspel verloren is.
Duryodhana is woedend en wil nog een spel, de verliezer moet dertien jaar in ballingschap leven. Yudhishthira verliest en de Pandavas leven in ballingschap. Aan het eind van de periode stuurt Yudhishthira een boodschapper naar Duryodhana, maar de missie mislukt. De Pandavas en Kauravas behoren tot de laatste kaste der Kshattriyas, de krijgslieden. De Pandavas brengen een gigantisch leger op de been. Krishna, de machtige god, besluit aan hun zijde te strijden. Het geschil zal uitgevochten worden op de vlakte van Kurukshtra en op de vijftiende dag is er een ommekeer. Drona gaat als een demon tekeer en Krishna zegt dat hij ontwapend moet worden.
Krishna zegt dat Drona zal stoppen als hij hoort dat zijn zoon Ashvatthaman dood is. De Pandavas bespreken het voorstel, maar enkele strijders vinden een leugen ook niet gepast in de strijd. Bhima komt met een plan, met een knots slaat hij een olifant met de naam Ashvatthaman dood en roept dat hij is gesneuveld. Drona denkt aan de heldenmoed van zijn zoon en legt zijn wapens niet neer, hij denkt dat Bhima gelogen heeft. De Pandavas roepen dat het de plicht van de Brahmaan is om te stoppen met vechten, de wet van de vader moet nagekomen worden. Drona is nog niet overtuigd en besluit Yudhishthira te vragen of Ashvattham werkelijk overleden is.
Yudhishthira vraagt Krishna om raad en hoort dat een leugen meer waard is dan de waarheid onder deze omstandigheden. Een leugen om levens te redden is niet slecht en Yudhishthira roept naar Drona dat Ashvattham, de olifant, dood is. Hij fluistert de olifant echter en Drona werpt zijn wapens neer en verliest de lust om verder te vechten. Met gekruiste benen gaat hij op het slagveld mediteren en wordt met een pijl gedood. Het einde van Drona was ook het einde van de Kauravas. De strijd duurde nog drie dagen, toen waren alle Kauravas dood. De vijf Pandavabroers leven nog en Yudhishthira werd koning van het hele rijk.

## Achtergronden
- Het verhaal komt uit de Mahābhārata van de wijze Vyāsadeva (Vyāsa, Bādarāyana). Dit episch dichtwerk in het Sanskriet moet ongeveer tussen 400 v.Chr. en 200 n.Chr. geschreven zijn.